# امیلیانو گومز
امیلیانو گومز (انگلیسی: Emiliano Gómez؛ زادهٔ ۱۸ سپتامبر ۲۰۰۱) بازیکن فوتبال اهل اروگوئه است که در پست مهاجم برای باشگاه اسپانیایی آلباسته بالومپیه به صورت قرضی از باشگاه ایتالیایی ساسولو بازی می‌کند.
وی همچنین در تیم ملی فوتبال زیر ۲۰ سال اروگوئه بازی کرده‌است.